# Béthencourt-sur-Somme
Béthencourt-sur-Somme è un comune francese di 135 abitanti situato nel dipartimento della Somme nella regione dell'Alta Francia.

## Società

### Evoluzione demografica
Abitanti censiti